# نادي شباب رفح موسم 2016–17
شباب رفح موسم 2016–17 هو الموسم الحادي عشر له منذ تأسيس الدوري الفلسطيني الممتاز لقطاع غزة . وتوج بكأس فلسطين لأندية قطاع غزة و نهائي كأس فلسطين و كأس السوبر الفلسطيني لقطاع غزة .

## البطولات

### الدوري الفلسطيني الممتاز لقطاع غزة
| الترتيب | الفريق       | المباريات | المباريات | المباريات | المباريات | الأهداف | الأهداف | الأهداف | النقاط | تأهل/هبوط                                    |
| الترتيب | الفريق       | لعب       | فاز       | تعادل     | خسر       | له      | عليه    | الفارق  | النقاط | تأهل/هبوط                                    |
| ------- | ------------ | --------- | --------- | --------- | --------- | ------- | ------- | ------- | ------ | -------------------------------------------- |
| 1       | الصداقة      | 22        | 11        | 7         | 4         | 31      | 18      | 13      | 40     | بطل وتأهل إلى كأس السوبر الفلسطيني لقطاع غزة |
| 2       | شباب رفح     | 22        | 11        | 6         | 5         | 36      | 17      | 19      | 39     |                                              |
| 3       | خدمات رفح    | 22        | 10        | 9         | 3         | 25      | 15      | 10      | 39     |                                              |
| 4       | شباب خانيونس | 22        | 9         | 10        | 3         | 31      | 22      | 9       | 37     |                                              |

### كأس فلسطين لأندية قطاع غزة
| 14 أبريل 2017 دور ال32 | شباب رفح | 3–0 | خدمات المغازي |  |

| 22 أبريل 2017 دور ال16 | شباب رفح | 1–0 | هلال غزة |  |

| 28 أبريل 2017 دور ربع النهائي | شباب رفح | 3–1 | الصداقة |  |

| 5 مايو 2017 دور نصف النهائي | شباب رفح | 1–0 | أهلي غزة |  |

| 12 مايو 2017 الدور النهائي | شباب رفح                    | 2–0     | خدمات رفح | ملعب اليرموك                  |
|                            | الشيخ عيد 13' · السباخي 82' | (تقرير) |           | الحضور: 7.000 الحكم: أمين عوض |

### نهائي كأس فلسطين
| 1 أغسطس 2017 الذهاب | شباب رفح                                | 2–0     | أهلي الخليل | ملعب اليرموك       |
|                     | السباخي 61' (ر.جزاء) · محمد أبو دان 86' | (تقرير) |             | الحكم: سامح القصاص |

| 4 أغسطس 2017 الإياب | أهلي الخليل | 0–0     | شباب رفح | استاد دورا           |
|                     |             | (تقرير) |          | الحكم: براء أبو عيشة |

### كأس السوبر الفلسطيني لقطاع غزة
| 15 سبتمبر 2017 | الصداقة                 | 1–1 (5–6 ج) | شباب رفح       | المدينة الرياضية      |
| | محمد بركات 62' (ر.جزاء) | (تقرير) | محمد السطري 9' | الحكم: خالد أبو الخير |
| | ركلات الجزاء            | |                |                       |
| محمد أبو حسنين · محمد الديري · محمد أبو توهة · محمد أبو ناجي · محمد بركات · سامي سالم · محمد أبو حشيش · محمود العامودي |                         | وليد أبو دان · محمد أبو دان · بسام قشطة · ميسرة البواب · سعيد السباخي · محمد أبو هاشم · محمد الشاعر · محمد السطري |                |                       |